# Love at First Sting Tour
Love at First Sting Tour es la novena gira de conciertos a nivel mundial realizada por la banda alemana de hard rock y heavy metal Scorpions, para promocionar al álbum Love at First Sting de 1984. Comenzó el 23 de enero de 1984 en el recinto Birmingham Odeon de Birmingham en el Reino Unido y culminó el 5 de septiembre de 1986 en el Pabellón de deportes del Real Madrid de Madrid en España. Gracias a este tour la banda tocó por primera vez en Puerto Rico, Hungría y Brasil.
Durante los tres años que duró la gira la banda alcanzó algunos hitos importantes en su carrera, por ejemplo se convirtió en la primera agrupación alemana en llenar tres noches consecutivas el Madison Square Garden de Nueva York y el Rosemont Horizon de Chicago. Además, Scorpions fue la primera agrupación en tocar en el Palais Omnisports de Paris-Bercy de París y la primera en grabar material en vivo en dicho recinto.

## Antecedentes
La gira comenzó el 23 de enero en Birmingham, dos meses antes del lanzamiento oficial de Love at First Sting en Europa. Entre enero y febrero dieron varias presentaciones por el Reino Unido, Francia y Bélgica, que contó con los norirlandeses Mama's Boys como artistas invitados. El 17 de marzo en Rapid City (Dakota del Sur) comenzaron su gira por Norteamérica, que contó con presentaciones en más de 80 ciudades de los Estados Unidos, convirtiéndose así en la visita más extensa para la banda en dicho país hasta ese entonces. Desde el 17 de marzo hasta el 17 de abril fueron teloneados por Jon Butcher, mientras que desde el 20 de abril hasta el 18 de julio la banda Bon Jovi estuvo a cargo de abrir sus conciertos tanto por los Estados Unidos como por Canadá. Dentro de esta etapa tocaron por primera vez en Puerto Rico, en el Estadio Hiram Bithorn de San Juan.
Desde el 4 al 12 de agosto fueron parte de la gira Super Rock '84 Festival en Japón donde compartieron escenario con Bon Jovi, Whitesnake, Michael Schenker Group y Anvil. El 14 de agosto retornaron a Norteamérica con fechas por la costa este de los Estados Unidos, junto a Fastway como teloneros. Durante los conciertos por las ciudades canadienses de Toronto, Montreal y Quebec, fueron invitados también la banda Kick Axe para abrir sus conciertos. Luego de dar un concierto en Osaka el 6 de septiembre, la banda se embarcó en su segunda visita a Europa con fechas por Alemania Occidental, Italia, España, Países Bajos, Suiza, Suecia, Dinamarca y Noruega. Durante dicha sección la banda Joan Jett & The Blackhearts estuvo a cargo de abrir los shows. Su último concierto de 1984 se celebró en Hamburgo el 3 de diciembre.
El 15 de enero de 1985 se presentaron por primera vez en Brasil en el marco del primer festival Rock in Rio, siendo los únicos artistas alemanes del certamen. Por aquel mismo tiempo, estuvieron a punto de tocar en el Festival de Viña del Mar de Chile, pero por problemas de agenda y por diferencias en dólares, no lo hicieron y en su reemplazo tocó la banda suiza Krokus. El 28 de enero del mismo año comenzaron su gira por Japón, que contó con ocho conciertos por siete ciudades niponas. El 22 de junio en el Reino Unido dieron su único concierto por Europa en el marco del Knebworth Park Festival, donde compartieron escenario con Deep Purple, UFO y Blackfoot, entre otros. Para finalizar el año dieron cuatro conciertos por los Estados Unidos, de los que destacó su participación en los festivales Texxas Jam celebrado en Dallas y en el Day on the Green en Oakland (California).
En 1986 fueron parte del cartel del festival Monsters of Rock celebrado en el Reino Unido, Suecia y Alemania Occidental, siendo líderes de cartel en los dos últimos países. Por su parte, el 27 de agosto de 1986 se presentaron por primera vez en Hungría con McAuley Schenker Group como teloneros. Luego de más de 180 fechas durante tres años, el último concierto de la gira se celebró el 5 de septiembre de 1986 en Madrid, España.

## Grabaciones
Debido al éxito que generó el disco Love at First Sting en varios países de Europa y Estados Unidos, el sello Mercury Records decidió grabar parte de la gira para el segundo álbum en vivo de la banda, que salió a la venta en 1985 bajo el nombre de World Wide Live. Como el sello no decidió la ciudad específica donde grabarlo, escogieron grabar varias canciones en distintas presentaciones celebradas en 1984. Los recintos y ciudades donde fue grabado fueron: Palais Omnisports de Paris-Bercy de París, The Forum de Los Ángeles (California), San Diego Sports Arena de San Diego (California), Sporthalle de Colonia (Alemania) y el Pacific Amphitheatre de Costa Mesa en los Estados Unidos.
En 1985 además se publicó el VHS World Wide Live que algunas canciones del disco compacto, pero con un foto montage tomado de los conciertos por el Madison Square Garden de Nueva York, Rosemont Horizon de Rosemont y el Reunion Arena de Dallas. De ese mismo registró se extrajeron los videoclips de «Still Loving You» y «Big City Nights», tomados de los conciertos por Dallas y Rosemont respectivamente.

## Lista de canciones
El listado de canciones de la gira estuvo enfocado principalmente en temas desde el disco Lovedrive de 1979 hasta el promocional Love at First Sting de 1984. A lo largo del tour incluían o excluían ciertas canciones, por ejemplo durante la primera parte por Europa incluyeron «The Same Thrill», que luego se quitó del listado durante algunas fechas por Francia. Durante todas las presentaciones de 1984 y 1985 mantuvieron el mismo listado de canciones —el mismo incluido en Word Wide Live— a excepción que en ciertos conciertos Herman Rarebell tocaba un solo de batería.
En 1986 y luego que la gira fue extendida por su participación en el festival Monsters of Rock, incluyeron algunas canciones de sus álbumes de los setenta como «In Trance», «He's a Woman She's a Man», «Steamrock Fever» y «We'll Burn the Sky». Además, añadieron el tema «Rock My Car» que no había sido publicado en ningún disco previo y que a la mitad de ella, Herman interpretaba un solo de batería.

## Fechas

### Fechas de 1984
| Fecha                           | País                | Ciudad                | Recinto/Festival                      | Notas                                         |
| Europa                          | Europa              | Europa                | Europa                                | Europa                                        |
| ------------------------------- | ------------------- | --------------------- | ------------------------------------- | --------------------------------------------- |
| 23 de enero                     | Inglaterra          | Birmingham            | Birmingham Odeon                      | teloneados por Mama's Boys                    |
| 24 de enero                     | Inglaterra          | Birmingham            | Birmingham Odeon                      | teloneados por Mama's Boys                    |
| 25 de enero                     | Inglaterra          | Sheffield             | Sheffield City Hall                   | teloneados por Mama's Boys                    |
| 27 de enero                     | Escocia             | Glasgow               | Apollo Theatre                        | teloneados por Mama's Boys                    |
| 28 de enero                     | Inglaterra          | Newcastle             | Newcastle City Hall                   | teloneados por Mama's Boys                    |
| 29 de enero                     | Inglaterra          | Newcastle             | Newcastle City Hall                   | teloneados por Mama's Boys                    |
| 31 de enero                     | Inglaterra          | Nottingham            | Royal Concert Hall                    | teloneados por Mama's Boys                    |
| 1 de febrero                    | Inglaterra          | Londres               | Hammersmith Odeon                     | teloneados por Mama's Boys                    |
| 2 de febrero                    | Inglaterra          | Londres               | Hammersmith Odeon                     | teloneados por Mama's Boys                    |
| 4 de febrero                    | Inglaterra          | Bristol               | Colston Hall                          | teloneados por Mama's Boys                    |
| 5 de febrero                    | Inglaterra          | Mánchester            | Manchester Apollo                     | teloneados por Mama's Boys                    |
| 6 de febrero                    | Inglaterra          | Mánchester            | Manchester Apollo                     | teloneados por Mama's Boys                    |
| 10 de febrero                   | Bélgica             | Bruselas              | Vorst Nationaal                       | teloneados por Mama's Boys                    |
| 11 de febrero                   | Francia             | Metz                  | Parc des Expositions                  | teloneados por Mama's Boys                    |
| 12 de febrero                   | Francia             | Le Mans               | La Rotonde                            | teloneados por Mama's Boys                    |
| 14 de febrero                   | Francia             | Nantes                | Stade de la Beaujoire                 | teloneados por Mama's Boys                    |
| 15 de febrero                   | Francia             | Burdeos               | Patinoire de Mériadeck                | teloneados por Mama's Boys                    |
| 16 de febrero                   | Francia             | Toulouse              | Palais des Sports                     | teloneados por Mama's Boys                    |
| 18 de febrero                   | Francia             | Niza                  | Parc Expo                             | teloneados por Mama's Boys                    |
| 20 de febrero                   | Francia             | Grenoble              | Alpexpo                               | teloneados por Mama's Boys                    |
| 22 de febrero                   | Francia             | Clermont-Ferrand      | Maison des Sports                     | teloneados por Mama's Boys                    |
| 23 de febrero                   | Francia             | Lyon                  | Palais des Sports                     | teloneados por Mama's Boys                    |
| 24 de febrero                   | Francia             | Dijon                 | Palais des Expositions                | teloneados por Mama's Boys                    |
| 25 de febrero                   | Francia             | Marsella              | Chapiteau                             | teloneados por Mama's Boys                    |
| 27 de febrero                   | Francia             | Estrasburgo           | Hall Rhenus                           | teloneados por Mama's Boys                    |
| 28 de febrero                   | Francia             | Lille                 | Parc des Expositions                  | teloneados por Mama's Boys                    |
| 29 de febrero                   | Francia             | París                 | Palais Omnisports de Paris-Bercy      | teloneados por Mama's Boys                    |
| Norteamérica y Puerto Rico      |                     |                       |                                       |                                               |
| 17 de marzo                     | Estados Unidos      | Rapid City            | Rushmore Plaza Civic Center           | teloneados por Jon Butcher                    |
| 20 de marzo                     | Estados Unidos      | Seattle               | Seattle Center Coliseum               | teloneados por Jon Butcher                    |
| 21 de marzo                     | Estados Unidos      | Seattle               | Seattle Center Coliseum               | teloneados por Jon Butcher                    |
| 22 de marzo                     | Estados Unidos      | Eugene                | Convention Arena                      | teloneados por Jon Butcher                    |
| 24 de marzo                     | Estados Unidos      | Spokane               | Spokane Coliseum                      | teloneados por Jon Butcher                    |
| 25 de marzo                     | Estados Unidos      | Portland              | Veterans Memorial Coliseum            | teloneados por Jon Butcher                    |
| 27 de marzo                     | Estados Unidos      | Boise                 | BSU Pavilion                          | teloneados por Jon Butcher                    |
| 28 de marzo                     | Estados Unidos      | Salt Lake City        | Salt Palace                           | teloneados por Jon Butcher                    |
| 29 de marzo                     | Estados Unidos      | Las Vegas             | Aladdin Theater                       | teloneados por Jon Butcher                    |
| 31 de marzo                     | Estados Unidos      | El Paso               | El Paso County Coliseum               | teloneados por Jon Butcher                    |
| 1 de abril                      | Estados Unidos      | Albuquerque           | Tingley Coliseum                      | teloneados por Jon Butcher                    |
| 2 de abril                      | Estados Unidos      | Denver                | McNichols Sports Arena                | teloneados por Jon Butcher                    |
| 4 de abril                      | Estados Unidos      | Tucson                | Centro de Convenciones                | teloneados por Jon Butcher                    |
| 5 de abril                      | Estados Unidos      | Phoenix               | Memorial Coliseum                     | teloneados por Jon Butcher                    |
| 8 de abril                      | Estados Unidos      | San Antonio           | HemisFair Arena                       | teloneados por Jon Butcher                    |
| 9 de abril                      | Estados Unidos      | Austin                | Frank Erwin Center                    | teloneados por Jon Butcher                    |
| 10 de abril                     | Estados Unidos      | Houston               | The Summit                            | teloneados por Jon Butcher                    |
| 12 de abril                     | Estados Unidos      | Dallas                | Reunion Arena                         | teloneados por Jon Butcher                    |
| 13 de abril                     | Estados Unidos      | Tulsa                 | Tulsa Assembly Center                 | teloneados por Jon Butcher                    |
| 15 de abril                     | Estados Unidos      | Norman                | Lloyd Noble Center                    | teloneados por Jon Butcher                    |
| 16 de abril                     | Estados Unidos      | Amarillo              | Amarillo Civic Center                 | teloneados por Jon Butcher                    |
| 17 de abril                     | Estados Unidos      | Odessa                | Ector County Coliseum                 | teloneados por Jon Butcher                    |
| 20 de abril                     | Estados Unidos      | Reno                  | Lawlor Events Center                  | teloneados por Bon Jovi                       |
| 21 de abril                     | Estados Unidos      | Sacramento            | Cal Expo Amphitheatre                 | teloneados por Bon Jovi                       |
| 22 de abril                     | Estados Unidos      | Fresno                | Selland Arena                         | teloneados por Bon Jovi                       |
| 24 de abril                     | Estados Unidos      | Los Ángeles           | The Forum                             | teloneados por Bon Jovi                       |
| 25 de abril                     | Estados Unidos      | Los Ángeles           | The Forum                             | teloneados por Bon Jovi                       |
| 26 de abril                     | Estados Unidos      | San Diego             | San Diego Sports Arena                | teloneados por Bon Jovi                       |
| 28 de abril                     | Estados Unidos      | Costa Mesa            | Pacific Amphitheatre                  | teloneados por Bon Jovi                       |
| 29 de abril                     | Estados Unidos      | San Francisco         | Cow Palace                            | teloneados por Bon Jovi                       |
| 30 de abril                     | Estados Unidos      | San Francisco         | Cow Palace                            | teloneados por Bon Jovi                       |
| 2 de mayo                       | Canadá              | Vancouver             | Coliseo del Pacífico                  | teloneados por Bon Jovi                       |
| 4 de mayo                       | Canadá              | Edmonton              | Northlands Coliseum                   | teloneados por Bon Jovi                       |
| 5 de mayo                       | Canadá              | Calgary               | Stampede Corral                       | teloneados por Bon Jovi                       |
| 7 de mayo                       | Canadá              | Winnipeg              | Winnipeg Arena                        | teloneados por Bon Jovi                       |
| 9 de mayo                       | Estados Unidos      | Saint Paul            | St. Paul Civic Center                 | teloneados por Bon Jovi                       |
| 10 de mayo                      | Estados Unidos      | Sioux Falls           | Sioux Falls Arena                     | teloneados por Bon Jovi                       |
| 12 de mayo                      | Estados Unidos      | Wichita               | Kansas Coliseum                       | teloneados por Bon Jovi                       |
| 13 de mayo                      | Estados Unidos      | Kansas City           | Municipal Auditorium                  | teloneados por Bon Jovi                       |
| 15 de mayo                      | Estados Unidos      | Omaha                 | Omaha Civic Auditorium                | teloneados por Bon Jovi                       |
| 16 de mayo                      | Estados Unidos      | Cedar Rapids          | Five Seasons Center                   | teloneados por Bon Jovi                       |
| 17 de mayo                      | Estados Unidos      | San Luis              | Kiel Auditorium                       | teloneados por Bon Jovi                       |
| 19 de mayo                      | Estados Unidos      | Springfield           | Prairie Capitol Convention Center     | teloneados por Bon Jovi                       |
| 20 de mayo                      | Estados Unidos      | Chicago               | Rosemont Horizon                      | teloneados por Bon Jovi                       |
| 21 de mayo                      | Estados Unidos      | Chicago               | Rosemont Horizon                      | teloneados por Bon Jovi                       |
| 23 de mayo                      | Estados Unidos      | Chicago               | Rosemont Horizon                      | teloneados por Bon Jovi                       |
| 24 de mayo                      | Estados Unidos      | Kalamazoo             | Wings Stadium                         | teloneados por Bon Jovi                       |
| 26 de mayo                      | Estados Unidos      | East Troy             | Alpine Valley Music Theatre           | teloneados por Bon Jovi                       |
| 27 de mayo                      | Estados Unidos      | Charlevoix            | Castle Farms Music Theatre            | teloneados por Bon Jovi                       |
| 28 de mayo                      | Estados Unidos      | Clarkston             | Pine Knob Music Theatre               | teloneados por Bon Jovi                       |
| 30 de mayo                      | Estados Unidos      | Richfield             | Coliseum at Richfield                 | teloneados por Bon Jovi                       |
| 1 de junio                      | Estados Unidos      | Filadelfia            | The Spectrum                          | teloneados por Bon Jovi                       |
| 2 de junio                      | Estados Unidos      | Búfalo                | Buffalo Memorial Auditorium           | teloneados por Bon Jovi                       |
| 3 de junio                      | Estados Unidos      | Binghamton            | Broome County Veterans Memorial Arena | teloneados por Bon Jovi                       |
| 5 de junio                      | Estados Unidos      | Rochester             | Rochester Community War Memorial      | teloneados por Bon Jovi                       |
| 6 de junio                      | Estados Unidos      | Nueva York            | Madison Square Garden                 | teloneados por Bon Jovi                       |
| 7 de junio                      | Estados Unidos      | Nueva York            | Madison Square Garden                 | teloneados por Bon Jovi                       |
| 8 de junio                      | Estados Unidos      | Nueva York            | Madison Square Garden                 | teloneados por Bon Jovi                       |
| 9 de junio                      | Estados Unidos      | Providence            | Providence Civic Center               | teloneados por Bon Jovi                       |
| 10 de junio                     | Estados Unidos      | New Haven             | Veterans Memorial Coliseum            | teloneados por Bon Jovi                       |
| 12 de junio                     | Estados Unidos      | Worcester             | Centrum in Worcester                  | teloneados por Bon Jovi                       |
| 13 de junio                     | Estados Unidos      | Portland              | Cumberland County Civic Center        | teloneados por Bon Jovi                       |
| 15 de junio                     | Estados Unidos      | Glens Falls           | Glens Falls Civic Center              | teloneados por Bon Jovi                       |
| 16 de junio                     | Estados Unidos      | Allentown             | Allentown Fairgrounds                 | teloneados por Bon Jovi                       |
| 17 de junio                     | Estados Unidos      | Hampton               | Hampton Coliseum                      | teloneados por Bon Jovi                       |
| 19 de junio                     | Estados Unidos      | Charleston            | Charleston Civic Center               | teloneados por Bon Jovi                       |
| 20 de junio                     | Estados Unidos      | Pittsburgh            | Pittsburgh Civic Arena                | teloneados por Bon Jovi                       |
| 22 de junio                     | Estados Unidos      | Indianapolis          | Market Square Arena                   | teloneados por Bon Jovi                       |
| 23 de junio                     | Estados Unidos      | Fort Wayne            | Memorial Coliseum                     | teloneados por Bon Jovi                       |
| 24 de junio                     | Estados Unidos      | Cincinnati            | Cincinnati Gardens                    | teloneados por Bon Jovi                       |
| 26 de junio                     | Estados Unidos      | Columbus              | Ohio Expo Center Coliseum             | teloneados por Bon Jovi                       |
| 27 de junio                     | Estados Unidos      | Toledo                | Toledo Sports Arena                   | teloneados por Bon Jovi                       |
| 29 de junio                     | Estados Unidos      | Nashville             | Nashville Municipal Auditorium        | teloneados por Bon Jovi                       |
| 30 de junio                     | Estados Unidos      | Knoxville             | Knoxville Civic Coliseum              | teloneados por Bon Jovi                       |
| 1 de julio                      | Estados Unidos      | Huntsville            | Von Braun Civic Center                | teloneados por Bon Jovi                       |
| 3 de julio                      | Estados Unidos      | Memphis               | Mid-South Coliseum                    | teloneados por Bon Jovi                       |
| 4 de julio                      | Estados Unidos      | Louisville            | Louisville Gardens                    | teloneados por Bon Jovi                       |
| 7 de julio                      | Estados Unidos      | Atlanta               | The Omni                              | teloneados por Bon Jovi                       |
| 8 de julio                      | Estados Unidos      | Greensboro            | Greensboro Coliseum                   | teloneados por Bon Jovi                       |
| 10 de julio                     | Estados Unidos      | San Petersburgo       | Bayfront Center                       | teloneados por Bon Jovi                       |
| 11 de julio                     | Estados Unidos      | Fort Myers            | Lee County Civic Center               | teloneados por Bon Jovi                       |
| 13 de julio                     | Puerto Rico         | San José              | Estadio Hiram Bithorn                 | teloneados por Bon Jovi                       |
| 14 de julio                     | Estados Unidos      | Miami                 | Hollywood Sportatorium                | teloneados por Bon Jovi                       |
| 15 de julio                     | Estados Unidos      | Jacksonville          | Jacksonville Memorial Coliseum        | teloneados por Bon Jovi                       |
| 17 de julio                     | Estados Unidos      | Savannah              | Savannah Civic Center                 | teloneados por Bon Jovi                       |
| 18 de julio                     | Estados Unidos      | Charlotte             | Charlotte Coliseum                    | teloneados por Bon Jovi                       |
| Japón (Super Rock '84 Festival) |                     |                       |                                       |                                               |
| 4 de agosto                     | Japón               | Nagoya                | Nagoya Baseball Stadium               |                                               |
| 6 de agosto                     | Japón               | Fukuoka               | Fukuoka Sports Center                 |                                               |
| 8 de agosto                     | Japón               | Osaka                 | Osaka Nanko Special Stage             |                                               |
| 9 de agosto                     | Japón               | Osaka                 | Osaka Nanko Special Stage             |                                               |
| 11 de agosto                    | Japón               | Tokio                 | Seibu Stadium                         |                                               |
| 12 de agosto                    | Japón               | Tokio                 | Seibu Stadium                         |                                               |
| Norteamérica II                 |                     |                       |                                       |                                               |
| 14 de agosto                    | Estados Unidos      | Anchorage             | Solomon Arena                         | teloneados por Fastway                        |
| 17 de agosto                    | Canadá              | Toronto               | CNE Grandstand                        | teloneados por Quiet Riot, Helix y Kick Axe   |
| 20 de agosto                    | Canadá              | Quebec                | Colisée de Québec                     | teloneados por Fastway y Kick Axe             |
| 21 de agosto                    | Canadá              | Montreal              | Forum de Montreal                     | teloneados por Fastway y Kick Axe             |
| 22 de agosto                    | Estados Unidos      | Siracusa              | Onondaga War Memorial                 | teloneados por Fastway                        |
| 24 de agosto                    | Estados Unidos      | Springfield           | Springfield Civic Center              | teloneados por Fastway                        |
| 25 de agosto                    | Estados Unidos      | Harrisburg            | City Island                           | teloneados por Fastway                        |
| 26 de agosto                    | Estados Unidos      | Uniondale             | Nassau Veterans Memorial Coliseum     | teloneados por Fastway                        |
| 28 de agosto                    | Estados Unidos      | East Rutherford       | Meadowlands Arena                     | teloneados por Fastway                        |
| 29 de agosto                    | Estados Unidos      | Richmond              | Richmond Coliseum                     | teloneados por Fastway                        |
| 31 de agosto                    | Estados Unidos      | Landover              | Capital Centre                        | teloneados por Fastway                        |
| 1 de septiembre                 | Estados Unidos      | Landover              | Capital Centre                        | teloneados por Fastway                        |
| 2 de septiembre                 | Estados Unidos      | Columbus              | Legend Valley                         | teloneados por Fastway, Quiet Riot y Kick Axe |
| Japón II                        |                     |                       |                                       |                                               |
| 6 de septiembre                 | Japón               | Osaka                 | Konseiken Hall                        |                                               |
| Europa II                       |                     |                       |                                       |                                               |
| 26 de octubre                   | Alemania Occidental | Wurzburgo             | Carl-Diem-Halle                       | teloneados por Joan Jett & The Blackhearts    |
| 27 de octubre                   | Alemania Occidental | Múnich                | Olympiahalle                          | teloneados por Joan Jett & The Blackhearts    |
| 28 de octubre                   | Alemania Occidental | Núremberg             | Hemmerleinhalle                       | teloneados por Joan Jett & The Blackhearts    |
| 30 de octubre                   | Alemania Occidental | Siegen                | Siegerlandhalle                       | teloneados por Joan Jett & The Blackhearts    |
| 1 de noviembre                  | Alemania Occidental | Essen                 | Grugahalle                            | teloneados por Joan Jett & The Blackhearts    |
| 2 de noviembre                  | Alemania Occidental | Hannover              | Eilenriedhalle                        | teloneados por Joan Jett & The Blackhearts    |
| 3 de noviembre                  | Alemania Occidental | Ludwigshafen am Rhein | Friedrich-Ebert-Halle                 | teloneados por Joan Jett & The Blackhearts    |
| 5 de noviembre                  | Alemania Occidental | Sarrebruck            | Saarlandhalle                         | teloneados por Joan Jett & The Blackhearts    |
| 7 de noviembre                  | Italia              | Florencia             | Teatro Tenda                          | teloneados por Joan Jett & The Blackhearts    |
| 8 de noviembre                  | Italia              | Milán                 | Teatro Tenda Lampugnano               | teloneados por Joan Jett & The Blackhearts    |
| 10 de noviembre                 | España              | San Sebastián         | Velódromo de Anoeta                   | teloneados por Joan Jett & The Blackhearts    |
| 12 de noviembre                 | España              | Madrid                | Pabellón de Deportes del Real Madrid  | teloneados por Joan Jett & The Blackhearts    |
| 13 de noviembre                 | España              | Madrid                | Pabellón de Deportes del Real Madrid  | teloneados por Joan Jett & The Blackhearts    |
| 14 de noviembre                 | España              | Barcelona             | Palacio de los Deportes               | teloneados por Joan Jett & The Blackhearts    |
| 16 de noviembre                 | Suiza               | Lausana               | Palais de Beaulieu                    | teloneados por Joan Jett & The Blackhearts    |
| 17 de noviembre                 | Alemania Occidental | Colonia               | Sporthalle                            | teloneados por Joan Jett & The Blackhearts    |
| 18 de noviembre                 | Países Bajos        | Zwolle                | IJsselhallen                          | teloneados por Joan Jett & The Blackhearts    |
| 20 de noviembre                 | Alemania Occidental | Fráncfort del Meno    | Festhalle                             | teloneados por Joan Jett & The Blackhearts    |
| 22 de noviembre                 | Alemania Occidental | Ulm                   | Donauhalle Ulm                        | teloneados por Joan Jett & The Blackhearts    |
| 23 de noviembre                 | Alemania Occidental | Stuttgart             | Pabellón Hanns Martin Schleyer        | teloneados por Joan Jett & The Blackhearts    |
| 25 de noviembre                 | Suecia              | Gotemburgo            | Scandinavium                          | teloneados por Joan Jett & The Blackhearts    |
| 26 de noviembre                 | Dinamarca           | Copenhague            | Cine Saga                             | teloneados por Joan Jett & The Blackhearts    |
| 28 de noviembre                 | Noruega             | Hamar                 | Hamar Kulturhus                       | teloneados por Joan Jett & The Blackhearts    |
| 30 de noviembre                 | Suecia              | Estocolmo             | Johanneshovs Isstadion                | teloneados por Joan Jett & The Blackhearts    |
| 1 de diciembre                  | Suecia              | Karlskoga             | Nobelhallen                           | teloneados por Joan Jett & The Blackhearts    |
| 3 de diciembre                  | Alemania Occidental | Hamburgo              | Congress Centrum                      | teloneados por Joan Jett & The Blackhearts    |

### Fechas de 1985
| Fecha            | País           | Ciudad         | Recinto/Festival          | Notas                          |
| Latinoamérica    | Latinoamérica  | Latinoamérica  | Latinoamérica             | Latinoamérica                  |
| ---------------- | -------------- | -------------- | ------------------------- | ------------------------------ |
| 15 de enero      | Brasil         | Río de Janeiro | Rock in Rio               |                                |
| 19 de enero      | Brasil         | Río de Janeiro | Rock in Rio               |                                |
| Japón III        |                |                |                           |                                |
| 28 de enero      | Japón          | Fukuoka        | Fukuoka Sunpalace         |                                |
| 29 de enero      | Japón          | Hiroshima      | Yubinchokin Hall          |                                |
| 30 de enero      | Japón          | Osaka          | Osaka-jō Hall             |                                |
| 1 de febrero     | Japón          | Nagoya         | Nagoya-Shi Kokaido        |                                |
| 2 de febrero     | Japón          | Nagoya         | Nagoya-Shi Kokaido        |                                |
| 4 de febrero     | Japón          | Sapporo        | Koseinenkin Hall          |                                |
| 6 de febrero     | Japón          | Shizuoka       | Shimin Bunka Hall         |                                |
| 7 de febrero     | Japón          | Tokio          | Nippon Budokan            |                                |
| Europa III       |                |                |                           |                                |
| 22 de junio      | Inglaterra     | Knebworth      | Knebworth Park Festival   |                                |
| Norteamérica III |                |                |                           |                                |
| 24 de agosto     | Estados Unidos | Dallas         | Texxas Jam 1985           |                                |
| 29 de agosto     | Estados Unidos | Tacoma         | Tacoma Dome               | teloneados por Bon Jovi y Ratt |
| 31 de agosto     | Estados Unidos | Oakland        | Day on the Green Festival |                                |
| 2 de septiemebre | Estados Unidos | Chandler       | Compton Terrace           | teloneados por Aerosmith       |

### Fechas de 1986
| Fecha           | País                | Ciudad            | Recinto/Festival    | Notas                                 |
| Europa IV       | Europa IV           | Europa IV         | Europa IV           | Europa IV                             |
| --------------- | ------------------- | ----------------- | ------------------- | ------------------------------------- |
| 16 de agosto    | Inglaterra          | Donington         | Monsters of Rock    |                                       |
| 23 de agosto    | Suecia              | Estocolmo         | Monsters of Rock    |                                       |
| 27 de agosto    | Hungría             | Budapest          | MTK Stadion         | teloneados por McAuley Schenker Group |
| 30 de agosto    | Alemania Occidental | Núremberg         | Monsters of Rock    |                                       |
| 31 de agosto    | Alemania Occidental | Mannheim          | Monsters of Rock    |                                       |
| 3 de septiembre | España              | Barcelona         | Estadio Narcís Sala | teloneados por McAuley Schenker Group |
| 5 de septiembre | España              | Vallecas (Madrid) | Estadio de Vallecas | teloneados por McAuley Schenker Group |

## Músicos
- Klaus Meine: voz
- Rudolf Schenker: guitarra rítmica y coros
- Matthias Jabs: guitarra líder, talk box y coros
- Francis Buchholz: bajo
- Herman Rarebell: batería